# PowerBook Duo
De PowerBook Duo is een serie notebooks van de Amerikaanse fabrikant Apple die van oktober 1992 tot februari 1997 aangeboden werden als een compactere aanvulling op de PowerBook-lijn van laptops. De PowerBook Duo was bijzonder klein en licht met minimale aansluitmogelijkheden. Bijkomende poorten en uitbreidingssleuven waren beschikbaar door de PowerBook Duo in een dockingstation te steken.

## Ontwerp
De Duo-lijn bood een ultradraagbaar ontwerp dat licht en functioneel was voor onderweg en uitbreidbaar was via een dockingconnector. Hiervoor moesten echter wel bepaalde compromissen gesloten worden: het toetsenbord van de Duo-serie was zo'n 12% kleiner dan een standaard toetsenbord, wat het typen bemoeilijkte. Ook de trackball was kleiner dan gebruikelijk. De enige bruikbare poort waarover de Duo standaard beschikte, was een seriële poort voor een printer of modem aan te sluiten.
Er was een intern slot voorzien voor een optionele modem, maar er waren geen voorzieningen voor ingebouwd Ethernet. Deze enigszins beperkte configuratie betekende dat de enige manier om gegevens van en naar de notebook te kopiëren via een relatief trage AppleTalk-verbinding moest gebeuren. Om te compenseren voor deze beperkingen kreeg de Duo-serie een hogere RAM-limiet van 24 MB (ten opzichte van de 14 MB van de PowerBook 100-serie) en een standaard harde schijf van 80 MB (versus de 40 MB van de 100-serie).
Aanvankelijk bood de Duo alleen een passief matrixscherm op zowel de middenklasse als de topmodellen, in tegenstelling tot de topmodellen van de 100-serie die dezelfde processoren gebruikten als de Duo's maar een actief matrixscherm hadden met een scherper beeld. Een jaar later bracht Apple nieuwe Duo-modellen op de markt met actieve matrixschermen en actieve matrixkleurenschermen.

## Specificaties

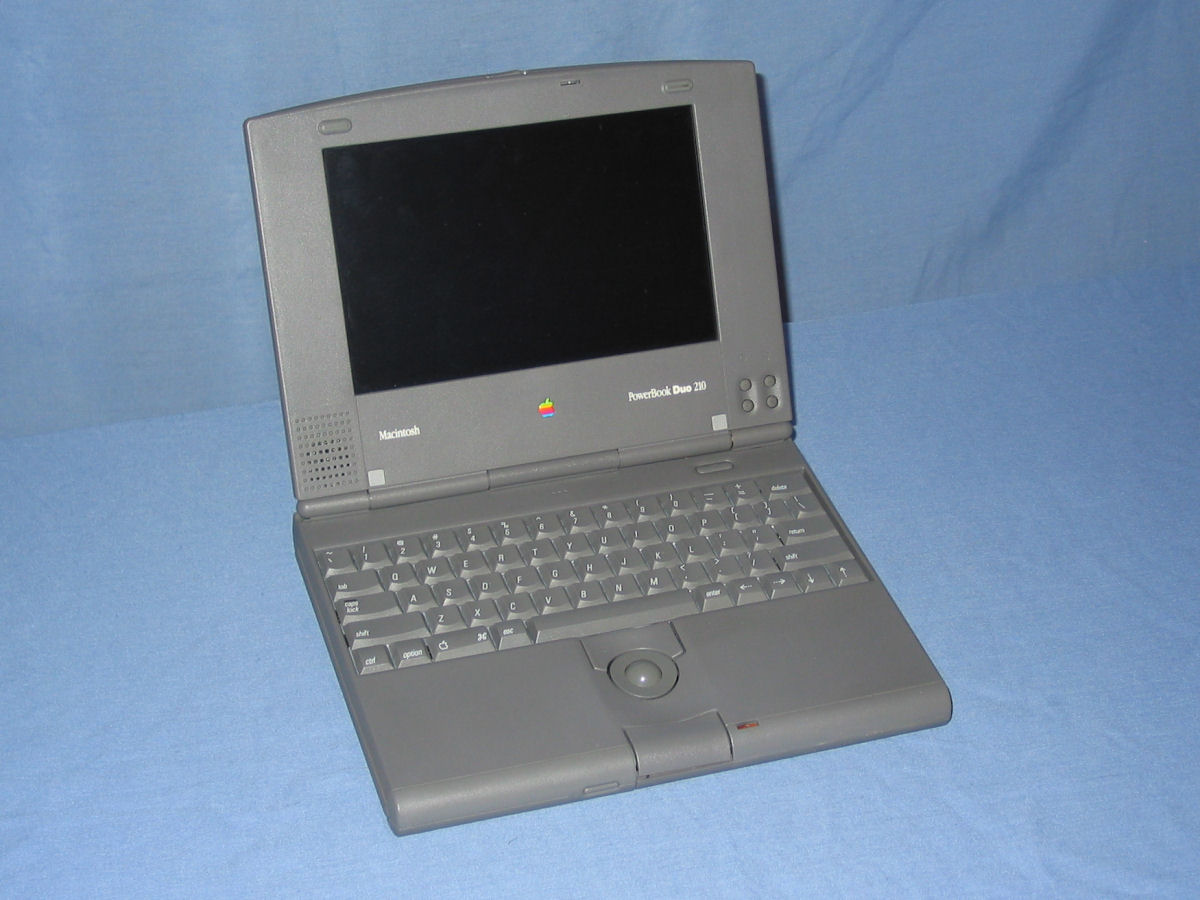
PowerBook Duo 210

De Duo's uit de 200-serie gebruikten een Motorola 68030- of een 68CL040-processor met een snelheid variërend van 25 tot 33 MHz. Toen Apple in 1994 overschakelde naar PowerPC-processoren zou het nog meer dan een jaar duren voordat de eerste PowerPC-gebaseerde Duo op de markt kwam. De originele PowerPC 601 produceerde, net als de originele 68040 ervoor, te veel warmte en verbruikte te veel stroom om in een laptop te gebruiken. Tegen eind 1995 was de efficiëntere PowerPC 603e-processor klaar voor gebruik in de Duo 2300c en in de grotere PowerBook 5300-serie. De PowerPC 603e was ontworpen voor een 64-bits bus, maar werd door Apple aangepast voor gebruik met een oudere 32-bits bus om de compatibiliteit met de Duo Docks te behouden. Dit leidde tot slechte systeem- en videoprestaties.
|                             |                             | PowerBook Duo 210                               | PowerBook Duo 230                               | PowerBook Duo 250                               | PowerBook Duo 270c                    | PowerBook Duo 280                  | PowerBook Duo 280c                 | PowerBook Duo 2300c                |
| --------------------------- | --------------------------- | ----------------------------------------------- | ----------------------------------------------- | ----------------------------------------------- | ------------------------------------- | ---------------------------------- | ---------------------------------- | ---------------------------------- |
| Processor                   | type                        | Motorola 68030                                  | Motorola 68030                                  | Motorola 68030                                  | Motorola 68030 met Motorola 68882 FPU | Motorola 68LC040                   | Motorola 68LC040                   | PowerPC 603e                       |
| Processor                   | snelheid                    | 25 MHz                                          | 33 MHz                                          | 33 MHz                                          | 33 MHz                                | 33 MHz                             | 33 MHz                             | 100 MHz                            |
| ROM-grootte                 | ROM-grootte                 | 1 MB                                            | 1 MB                                            | 1 MB                                            | 1 MB                                  | 1 MB                               | 1 MB                               | 4 MB                               |
| Databus                     | Databus                     | 32-bit                                          | 32-bit                                          | 32-bit                                          | 32-bit                                | 32-bit                             | 32-bit                             | 64-bit                             |
| RAM-type                    | RAM-type                    | 70 ns DRAM-kaart                                | 70 ns DRAM-kaart                                | 70 ns DRAM-kaart                                | 70 ns DRAM-kaart                      | 70 ns DRAM-kaart                   | 70 ns DRAM-kaart                   | 70 ns DRAM-kaart                   |
| RAM-geheugen                | standaard                   | 4 MB                                            | 4 MB                                            | 4 MB                                            | 4 MB                                  | 4 MB                               | 4 MB                               | 8 MB                               |
| RAM-geheugen                | maximum                     | 24 MB                                           | 24 MB                                           | 24 MB                                           | 32 MB                                 | 40 MB                              | 40 MB                              | 56 MB                              |
| Beeldscherm                 | grootte                     | 23,1 cm (9,1-inch)                              | 23,1 cm (9,1-inch)                              | 23,1 cm (9,1-inch)                              | 21,3 cm (8,4-inch)                    | 23,1 cm (9,1-inch)                 | 21,3 cm (8,4-inch)                 | 24,1 cm (9,5-inch)                 |
| Beeldscherm                 | kleuren                     | 4-bit grijstinten                               | 4-bit grijstinten                               | 4-bit grijstinten                               | 16-bit kleur                          | 4-bit grijstinten                  | 16-bit kleur                       | 16-bit kleur                       |
| Beeldscherm                 | technologie                 | passief matrixscherm                            | passief matrixscherm                            | actief matrixscherm                             | actief matrixscherm                   | actief matrixscherm                | actief matrixscherm                | actief matrixscherm                |
| Standaard harde schijf      | Standaard harde schijf      | 80 MB                                           | 80, 120 MB                                      | 200 MB                                          | 240 MB                                | 240 MB                             | 320 MB                             | 750 MB, 1,1 GB                     |
| Uitbreidingssleuven         | Uitbreidingssleuven         | modem, PDS                                      | modem, PDS                                      | modem, PDS                                      | modem, PDS                            | modem, PDS                         | modem, PDS                         | modem, PDS                         |
| Type batterij               | Type batterij               | Duo NiMH Type I                                 | Duo NiMH Type I                                 | Duo NiMH Type II                                | Duo NiMH Type II                      | Duo NiMH Type III                  | Duo NiMH Type III                  | Duo NiMH Type III                  |
| Ondersteunde systeemversies | Ondersteunde systeemversies | 7.1 - 7.6.1                                     | 7.1 - 7.6.1                                     | 7.1.1 - 7.6.1                                   | 7.1.1 - 7.6.1                         | 7.1.1 - 8.1                        | 7.1.1 - 8.1                        | 7.5.2 - 9.1                        |
| Afmetingen (h×b×d)          | Afmetingen (h×b×d)          | 3,6 × 27,7 × 21,6 cm                            | 3,6 × 27,7 × 21,6 cm                            | 3,6 × 27,7 × 21,6 cm                            | 3,8 × 27,7 × 21,6 cm                  | 3,6 × 27,7 × 21,6 cm               | 3,8 × 27,7 × 21,6 cm               | 3,8 × 27,7 × 21,6 cm               |
| Gewicht                     | Gewicht                     | 1,9 kg                                          | 1,9 kg                                          | 1,9 kg                                          | 2,1 kg                                | 1,9 kg                             | 2,1 kg                             | 2,1 kg                             |
| Docking Stations            | Docking Stations            | Duo Dock Duo Dock II Duo Dock Plus (zonder FPU) | Duo Dock Duo Dock II Duo Dock Plus (zonder FPU) | Duo Dock Duo Dock II Duo Dock Plus (zonder FPU) | Duo Dock Duo Dock II Duo Dock Plus    | Duo Dock Duo Dock II Duo Dock Plus | Duo Dock Duo Dock II Duo Dock Plus | Duo Dock Duo Dock II Duo Dock Plus |
| Jaartal                     | Jaartal                     | 10-1992 tot 10-1993                             | 10-1992 tot 07-1994                             | 10-1993 tot 05-1994                             | 10-1993 tot 05-1994                   | 05-1994 tot 11-1994                | 05-1994 tot 01-1996                | 08-1995 tot 02-1997                |

## Dockingstations
PowerBook Duo's misten de meest voorkomende poorten, ze hadden slechts één ingebouwde printer/modem seriële poort en de mogelijkheid om een interne fax/modemkaart te installeren. In plaats daarvan beschikten de Duo's over een 152-pins Processor Direct Slot (PDS) die de dockingstations volledige toegang gaven tot de CPU en de databussen van de Duo. Verschillende docking-opties werden aangeboden, zowel door Apple als door andere bedrijven.

### Duo Dock / Duo Dock II / Duo Dock Plus

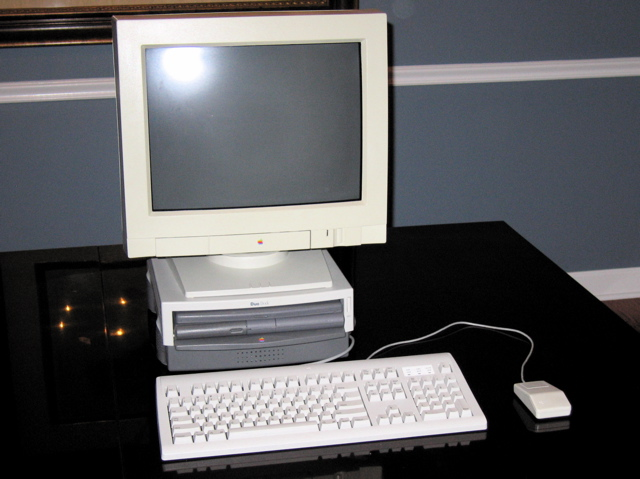
Duo Dock

Dit was het grootste en duurste dockingstation voor de PowerBook Duo. De Duo Dock werd door Apple voor het eerst aangeboden in oktober 1992 en vertoonde veel gelijkenissen met de LTE Lite Desktop Expansion Base van Compaq en de 3550 Expansion Unit van IBM die beide in hetzelfde jaar geïntroduceerd werden.
In tegenstelling tot de zogenaamde "port replicators" die op de achterkant van laptops aangesloten worden, trokken deze dockingstations de laptop in de behuizing van de dock via een intern schuifmechanisme. De Duo Dock veranderde de PowerBook Duo in een volwaardige desktopcomputer met alle standaardpoorten. Net als bij een desktopcomputer kon er op het dockingstation een zwaar CRT-computerscherm geplaatst worden. De Duo Dock bevatte een diskettestation aan de zijkant, twee NuBus-uitbreidingsslots, een optionele FPU, level2-cache, ruimte voor een tweede harde schijf en extra VRAM-geheugensleuven om meer kleuren bij hogere resoluties mogelijk te maken. Met dit type dock kon het interne LCD-scherm van de Duo niet gebruikt worden.
In mei 1994 werd de Duo Dock vervangen door de Duo Dock II, die een AAUI-netwerkpoort en compatibiliteit met de nieuwere PowerBook Duo's met kleurenscherm toevoegde. De Duo Dock II werd standaard geleverd met een FPU en 32 KB level2-cache. Er werd een vervangend deksel aangeboden voor de originele Duo Dock om ze te kunnen gebruiken met de dikkere Duo's met kleurenscherm.
De Dock II werd in 1995 opgevolgd door de Duo Dock Plus, die identiek was aan de Duo Dock II, maar geen FPU of level 2 cache had omdat die niet compatibel waren met de 68LC040- en de PowerPC-processoren.
De Duo Docks hadden enkele belangrijke nadelen. Om een NuBus-kaart te installeren moest een complexe procedure gevolgd worden waarbij de Duo Dock bijna volledig gedemonteerd werd. Een PowerBook Duo moest uitgeschakeld zijn vooraleer deze in of uit de Duo Dock geschoven kon worden, de notebook mocht niet in slaapmodus staan.

### MiniDock

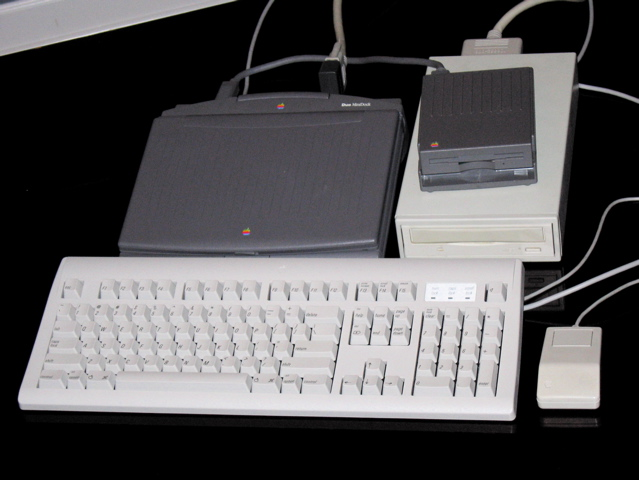
MiniDock

De MiniDock was een "port replicator" voor de PowerBook Duo. Wanneer een MiniDock aangesloten werd, kon de PowerBook Duo verschillende gangbare desktopapparaten gebruiken via SCSI, ADB en seriële poorten. Ook een diskettestation, externe luidsprekers en een extern beeldscherm konden aangesloten worden via de MiniDock. Met dit type dock konden het interne LCD-scherm en de batterij van de PowerBook Duo gebruikt worden. Het grootste verschil met de Duo Dock is dat een MiniDock geen NuBus-uitbreidingsslots bevat.
Externe producenten brachten MiniDock's uit met gespecialiseerde opties, waaronder Ethernet-connectiviteit, NTSC- en PAL-videopoorten.

### MicroDock

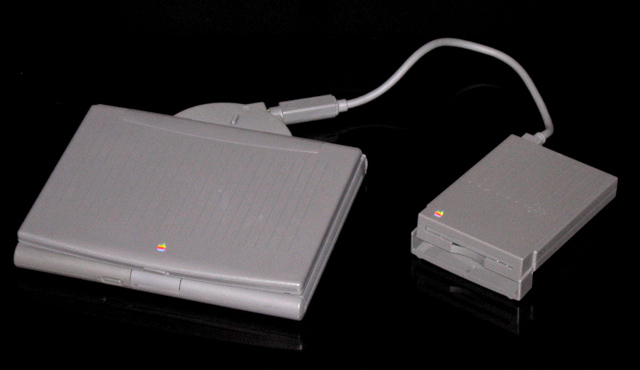
MicroDock

Dit type werd zowel door Apple als door vele externe producenten aangeboden en gaf de PowerBook Duo tot drie extra poorten. Voorbeelden zijn onder meer diskette-, SCSI-, video- en Ethernet-docks, die meestal ook een ADB-poort bevatten. Dit was de goedkoopste en meest eenvoudige dock. Met dit type dock kon ook het interne LCD-scherm van de Duo gebruikt worden en kon de interne batterij van de Duo de dock van stroom voorzien. Daarom was de MicroDock populair om mee te nemen voor gebruik onderweg.

## Verwijzingen in populaire cultuur
De PowerBook Duo was een van de meest stijlvolle laptops die destijds verkrijgbaar was en werd in de jaren negentig vaak gebruikt in reclame, film en televisie.
- In de Amerikaanse film The Net (1995) gebruikt Angela Bennett, gespeeld door Sandra Bullock, een PowerBook Duo 280c en een PowerBook 540c.
- In de Amerikaanse film Volcano (1997) gebruikt geologe en seismologe Amy Barnes, gespeeld door Anne Heche een PowerBook Duo 280c om de snelheid van de lavastromen te berekenen.
- In de zwarte filmkomedie Wag the Dog (1997) gebruiken diverse presidentiële medewerkers, waaronder personages gespeeld door Anne Heche en Dustin Hoffman, een PowerBook Duo 280c.
- Gedurende de eerste vier seizoenen van de Amerikaanse televisieserie NewsRadio (1994-1999) gebruikt Dave Nelson, een personage vertolkt door Dave Foley, bijna uitsluitend een PowerBook Duo. Vanaf het vijfde seizoen werden alle computer in de serie vervangen door PowerBook G3's.

Uit productie: 1984: Macintosh 128K, Macintosh 512K · 1985: Macintosh XL · 1986: Macintosh Plus · 1987: Macintosh II, Macintosh SE · 1988: Macintosh IIx · 1989: Macintosh SE/30, Macintosh IIcx, Macintosh IIci, Macintosh Portable · 1990: Macintosh IIfx, Macintosh Classic, Macintosh IIsi, Macintosh LC serie · 1991: Macintosh Quadra 700, Macintosh Quadra 900, Apple PowerBook · Macintosh Classic II · 1992: Macintosh IIvx, Macintosh Quadra 950, PowerBook Duo, Macintosh Performa serie · 1993: Macintosh Centris serie, Macintosh Color Classic, Macintosh TV · Apple Workgroup Server · 1994: Power Macintosh · 1997: Power Macintosh G3, PowerBook G3, Twentieth Anniversary Macintosh · 1998: iMac · 1999: iBook, Power Mac G4 · 2000: Power Mac G4 Cube · 2001: PowerBook G4 · 2002: eMac, iMac G4 · 2003: Xserve, Power Mac G5 · 2004: iMac G5 · 2005: Mac mini · 2006: MacBook · 2015: MacBook (Retina) · 2017: iMac Pro

Huidige modellen: MacBook Air, MacBook Pro, iMac, Mac mini, Mac Studio, Mac Pro